# 시라사와촌 (후쿠시마현)
시라사와촌(白沢村)은 후쿠시마현 나카도리에 있던 촌이다. 2007년 1월 1일 시라사와촌, 모토미야정 등 2개 정·촌이 합병하여  모토미야시가 신설되고 폐지되었다.

## 지리
아부쿠마강 동쪽에 위치한다. 국도 4호선에서 동쪽으로 약 4 km 떨어진 곳에 관공서가 있다. 

## 역사
- 1955년 4월 30일 - 시로이와촌과 와기사와촌의 일부가 합병해 시라사와촌이 되었다.
- 2007년 1월 1일 - 시라사와촌, 모토야마정 등 2개 정·촌이 합병하여 모토미야시가 신설되고, 시라사와 촌 등은 폐지되었다.
  - 합병 후 지명은 시라사와촌 성립 전의 시로이와촌, 와기사와촌의 각 오아자가 사용되기 때문에 시라사와의 이름은 소멸하게 되었다.

## 교통

### 철도
도호쿠 신칸센이 통과하고 있지만 역은 없다.

### 도로
국도가 다니지 않는 촌이었다.

### 주요 지방도
- 후쿠시마 현도 28호 혼구 미하루선
- 후쿠시마 현도 40호 이노 미하루 이시카와선

### 일반 현도
- 후쿠시마 현도 116호 니혼마쓰 미하루선
- 후쿠시마 현도 118호 혼미야 이와시로선
- 후쿠시마 현도 119호 혼미야 도키요선